# Bobby McAlinden
Robert McAlinden, più conosciuto con il diminutivo Bobby McAlinden (Salford, 22 maggio 1946) è un ex calciatore inglese, di ruolo attaccante.

## Caratteristiche tecniche
Era un'ala.

## Carriera
Dopo aver giocato per due stagioni nelle giovanili dell'Aston Villa passa nell'estate del 1963 al Manchester City, club della seconda divisione inglese, con cui rimane in rosa per due stagioni consecutive, giocando però di fatto un'unica partita ufficiale, ovvero l'incontro del campionato di seconda divisione perso per 3-2 contro il Preston N.E. nell'ottobre del 1963. Nell'estate del 1965 viene svincolato dai Citizens e si accasa al Port Vale, club di terza divisione, dove rimane però pochi mesi senza di fatto mai scendere in campo: va quindi a giocare in Irlanda del Nord al Glentoran, club della prima divisione locale, con cui vince anche una Irish Cup. Passa quindi al Durban City, club della prima divisione sudafricana, ma anche qui la sua permanenza è molto breve. Decide poi poco più che ventenne di abbandonare il mondo del calcio; riprende a giocare solamente cinque anni più tardi, nel 1971, quando viene tesserato dallo Stalybridge Celtic, club semiprofessionistico di Cheshire County League, in cui gioca fino al 1975.
Nel 1976, ormai trentenne, torna dopo dieci anni a giocare come professionista: in particolare viene ingaggiato, su richiesta del suo amico George Best, dalla franchigia NASL dei L.A. Aztecs, con cui in due stagioni totalizza complessivamente 48 presenze e 5 reti. Nel 1977 torna poi per un breve periodo in patria in prestito al Bournemouth, con cui gioca una partita nella quarta divisione inglese (curiosamente si tratta solamente della sua seconda, nonché ultima, presenza in carriera nei campionati della Football League), per poi disputare un'ulteriore campionato agli Aztecs, nel quale va in rete per 4 volte in 29 presenze. Gioca poi un'ultima stagione nella NASL ai Memphis Rogues (14 presenze) prima di trascorrere un biennio ai S.J. Earthquakes, con cui gioca nel calcio indoor statunitense per due anni, ovvero nel 1980 e nel 1981.

## Palmarès

### Club

#### Competizioni nazionali
- Irish Cup: 1

Glentoran: 1965-1966